# Caconemobius howarthi
Caconemobius howarthi é uma espécie de insecto da família Gryllidae.
É endémica dos Estados Unidos da América.